# 오파바

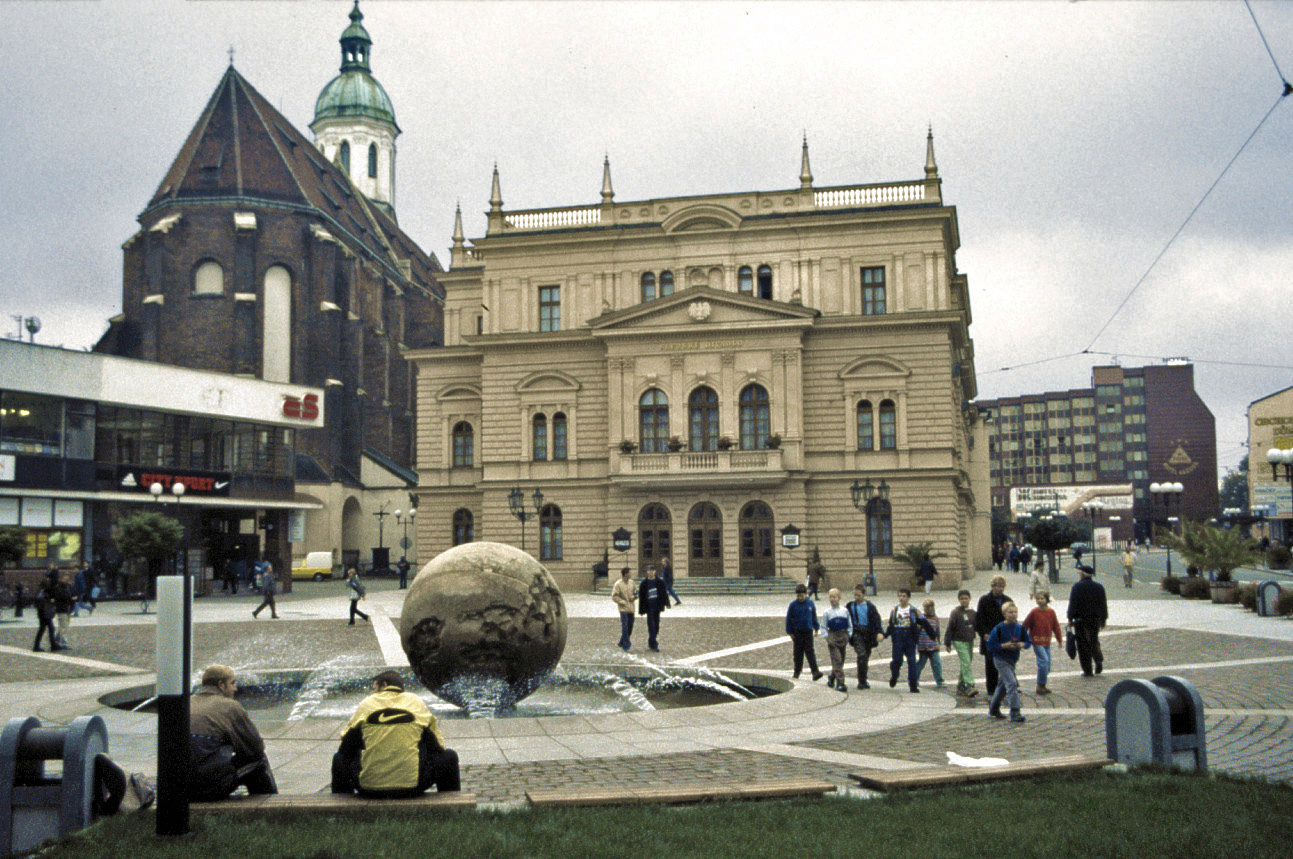
오파바

오파바(체코어: Opava, 독일어: Troppau 트로파우[*])는 체코 북부 모라바슬레스코 주에 위치한 도시로, 면적은 90.61km2, 높이는 257m, 인구는 60,199명(2008년 기준), 인구 밀도는 664명/km2이다.
1195년 문헌에 처음 등장했다. 1224년 자치권을 부여받은 이래 실레시아의 수도가 되었고 나중에 오스트리아의 오파바 공작의 영지가 된다. 1820년 트로파우 회의가 이 곳에서 열렸고 나중에 오스트리아-헝가리 제국의 지배를 받게 된다.
1910년 오스트리아-헝가리 제국 인구 조사에 따르면 당시의 도시 인구는 30,762명(이 가운데 29,587명은 상주 인구였음)이었으며 전체 인구 가운데 92%(27,240명)는 독일어가 모국어였다. 1919년 제1차 세계 대전 이후에 성립된 체코슬로바키아에 귀속되었지만 1938년 나치 독일에 점령되기도 했다. 1945년 제2차 세계 대전 이후에 체코슬로바키아에 귀속되었고 독일계 주민들은 강제 추방되었다.

## 인구
| 연도           | 인구   | ±%     |
| -------------- | ------ | ------ |
| 1869           | 27,011 | —      |
| 1880           | 32,105 | +18.9% |
| 1890           | 35,698 | +11.2% |
| 1900           | 42,043 | +17.8% |
| 1910           | 47,361 | +12.6% |
| 1921           | 49,366 | +4.2%  |
| 1930           | 54,263 | +9.9%  |
| 1950           | 40,663 | −25.1% |
| 1961           | 48,091 | +18.3% |
| 1970           | 53,269 | +10.8% |
| 1980           | 58,778 | +10.3% |
| 1991           | 62,815 | +6.9%  |
| 2001           | 61,382 | −2.3%  |
| 2011           | 58,351 | −4.9%  |
| 2021           | 55,146 | −5.5%  |
| 출처: Censuses |        |        |

## 자매 도시
- 폴란드 자브제